# Morne Bois Cap
Le morne Bois Cap est un sommet situé sur l'île de Basse-Terre en Guadeloupe. S'élevant à 191 mètres d'altitude, il se trouve au nord du morne Bisdary entre les territoires des communes de Deshaies et de Sainte-Rose.